# Rudolf Thanner
Rudolf »Rudi« Thanner, nemški hokejist, * 20. avgust 1944, Füssen, Nemčija, † 9. avgust 2007, Füssen.
Thanner je v nemški ligi vso kariero igral za klub iz domačega kraja EV Füssen, med sezonam 1964/64 in 1977/78. Skupno je v nemški ligi odigral 430 prvenstvenih tekem, na katerih je dosegel 73 golov, in osvojil šest naslovov državnega prvaka, v sezonah 1963/64 1964/65, 1967/68, 1968/69 in 1972/73.
Za zahodnonemško reprezentanco je nastopil na treh olimpijskih igrah, in več svetovnih prvenstvih. Edino medaljo na velikih tekmovanjih je osvojil na Olimpijskem hokejskem turnirju 1976, ko je bil z reprezentanco bronast. Leta 1989 je bil sprejet v Nemški hokejski hram slavnih.